# Mănăstirea Adam
Mănăstirea Adam este o mănăstire ortodoxă din România situată în satul Adam, județul Galați.

## Așezare geografică
Mănăstirea este situată pe Dealul "Apărătura", cel mai înalt deal din codrii de la Adam. 
Accesul spre mănăstire se poate face fie din drumul național DN 26 Galați – Bârlad, între localitățile Bursucani și Bălăbănești, fie din drumul județean DJ 251A Tecuci – Târgu Bujor, prin localitatea Fundeanu (la 7 km.de Adam)., fie din DJ 242 Galați - Târgu Bujor - Bârlad; în dreptul localității Ghinghești DC 103 (la 5 km.de Adam)

## Arhitectura
Biserica este o constructie veche, in forma de cruce, cu arhitectura in stil moldovenesc si zidurile groase de 1,5 m. Este compartimentata in Altar, naos, pronaos si pridvor inchis. La 70 m, in dreapta bisericii se afla clopotnita pe sub gangul careia se intra in incinta manastirii.
Pictura  datează din secolul al XVIII-lea, este realizată în ulei și tempera, a fost restaurată în anii 2006-2007, împreună cu catapeteasma. Cea mai veche pisanie a bisericii datează din 1869 și menționează: „În zilele prea înălțatului Domn Carol I, 1869 octombrie 20, cu ajutorul Celui Prea Înalt și al Prea Sfintei Născătoare de Dumnezeu, s-au pus în reparație această biserică“.

## Istoric[1][2][4][5]
Prima așezare monastică a fost întemeiată la mijlocul seclului al XVI-lea, când un călugăr venit din răsărit a arătat unui cioban înstărit din codrii acestor locuri o icoană a Maicii Domnului făcătoare de minuni, propunându-i să ridice aici un schit. Ciobanul nu numai ca nu a ezitat a-i împlini dorința, dar el însuși a devenit monah, ajutând la ridicarea unei bisericuțe din lemn cu hramul „Tuturor Sfintilor" și a câtorva chilii in jurul ei. .Așa s-ar fi construit, se pare, o primă bisericuță din lemn, cu hramul „Tuturor Sfinților”.
În 1630, turcii care au trecut pe aici cu prilejul unui război i-au dat foc, călugării găsindu-și refugiu în pădurile din apropiere. Trecând pe aici căpitanul Vasile Adam (devenit apoi Varvara monahul), împreună cu frații săi Costi, Movila și Dabija (coborati din Aprodul Purice al lui Stefan cel Mare si Sfant) s-a hotarat sa construiasca biserica din temelii.
Documentele istorice unanim recunoscute afirmă că mănăstirea a fost ctitorită de căpitanul Adam la mijlocul secolului al XVII-lea și sfințită la 14 octombrie 1652.
La 1685, Mitropolitul Sava și marii boieri confirmă dorința ctitorilor și a egumenului Leontie ca mănăstirea să fie închinată Muntelui Sinai.
Mai târziu, la 5 iulie 1759, egumenul Iorest Movilă scrie domnitorului Teodor Calimach că, după ample lucrări de refacere, hotărăște să închine această mănăstire Mitropoliei de la Iași, deoarece părinții din Sinai nu o considerau trebuincioasă. Domnitorul va întări această închinare printr-un document din 12 august 1759.
În urma cutremurului din 1802, vechea biserică s-a prăbușit, actuala biserica fiind ridicată până în anul 1813, la câțiva metri distanță de cea veche, prin stăruința stareților Ioanichie Greceanu și Metodie Gociu.
La 1826, din motive neelucidate, maicile de la Adam au fost strămutate la mănăstirea Florești, jud. Vaslui, călugării de acolo fiind aduși la Adam, dar în 1835 se revine asupra acestei decizii, Adam-ul rămânând mai departe mănăstire de maici.
La 1864 mănăstirea este deposedată de averile sale, rămânând cu mici suprafețe de teren, insuficiente pentru acoperirea nevoilor curente. Statul se obliga să plătească o parte din cheltuielile de întreținere, dar viața de obște este practic desființată, maicile fiind nevoite să se întrețină singure.
Biserica a fost grav avariată la cutremurele din 1869, 1940, și 1977.
Între 1860 și 1885, mănăstirea a administrat și un spital de boli neuropsihice, care funcționa în apropiere, mutat apoi la Socola, în Iași.
În 1918 este înființată o școală de fete, cu învățătoare plătite de stat, dar administrată de personal monahal, iar în 1922, o școală de industrie casnică, pentru surorile din mănăstire și tinerele din zona respectivă.
Atelierele de covoare și țesături ale mănăstirii, înființate în 1850, erau vestite în epocă, ele devenind, după 1948, cooperativa de producție „Cooperatorul”.
În anul 1959, când Mănăstirea „Adam” a devenit cooperativa „Tractorul roșu”.
Între 1991 - 2001, mănăstirea este reînființată la inițiativa Înalt prea sfințitului Casian al Dunării de Jos.În această perioadă, mănăstirea funcționează  ca mănăstire de calugari , sub îndrumarea p.cuv.protos. Mihail Nare, duhovnicul Manastirii Buciumeni După această dată, edificiul a redevenit mănăstire de maici, stareță fiind maica Anastasia Cimbru, care, alături de mica obște de 11 maici. Întreaga activitate se revigorează, realizându-se consolidarea bisericii, restaurarea picturii, construcția unui nou și modern corp de chilii, alimentarea cu apă curentă și amenajarea anexelor gospodărești.